# Gantiganahalli, Bangalore North
Gantiganahalli là một làng thuộc tehsil Bangalore North, huyện Bangalore Urban, bang Karnataka, Ấn Độ.